# تمام حقوق محفوظ است

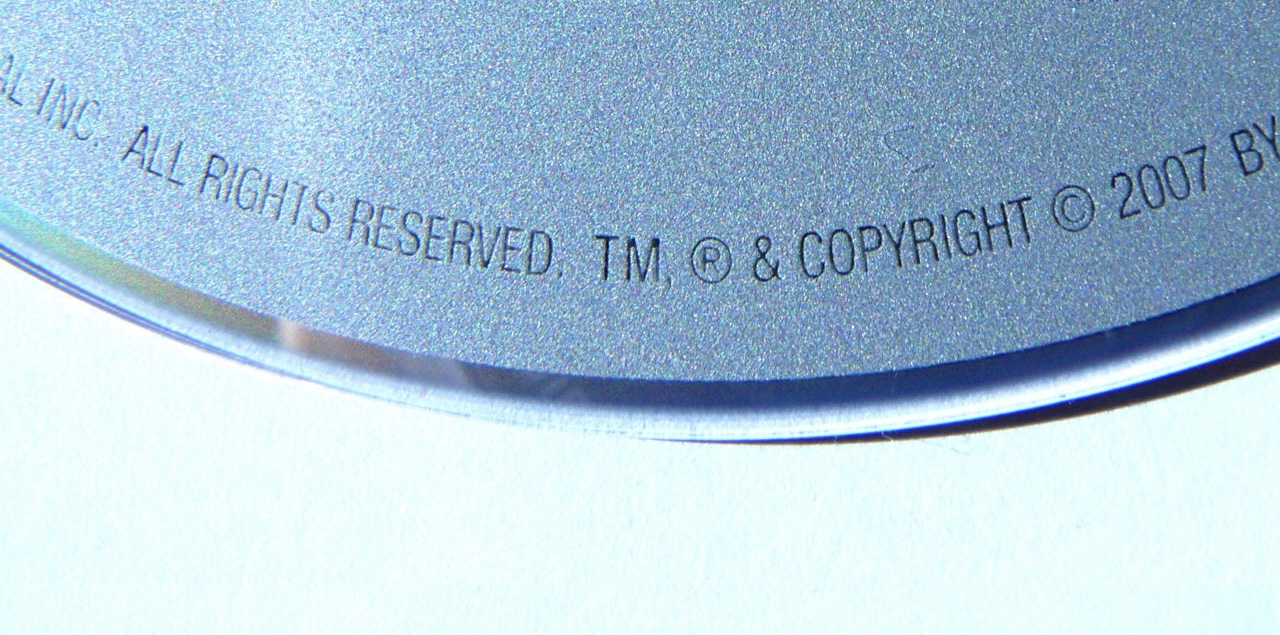
عبارت «تمام حقوق محفوظ است» بر روی دی وی دی قابل مشاهده است

تمام حقوق محفوظ است حق کپی رایت است که نشان می‌دهد دارنده یا مالک اثر حق نسخه برداری را حفظ یا برای استفاده خودش نگاه می‌دارد. تمامی حقوق توسط قانون کپی رایت ارائه می‌شود؛ که منشأ آن توافق بوینس آیرس در سال ۱۹۱۰ هست. این موضوع دیگر هیچ قانونی در حوزه قضایی ندارد.   به این ترتیب هم‌اکنون توسط بسیاری از دارندگان حق کپی رایت مورد استفاده قرار گرفته‌است.به عبارت دیگر می‌توان گفت که به صورت جدی «تمام حقوق محفوظ است» به این مفهوم است که مثلاً یک نویسنده یا صاحب یک اثر می‌خواهد که دیگران از اثر یا کار که مقوله  کپی رایت را با خود به همراه دارند استفاده کند . اما گفتن این عبارت به تنهایی کفایت نمی‌کند. بلکه در اینجا صراحتاً لازم است که مجوزی موجود باشد که نشان دهد نویسنده یا صاحب اثر طبق آن مجوز یا اجازه نامه حق نسخه برداری از اثر را به شخص دیگری اعطا نموده است. 

## ریشه
این عبارت از نتیجه توافق بوینس آیرس سرچشمه می‌گیرد. ماده ۳ توافق، امکان کپی رایت را به تمامی کشورهای امضا کننده در خصوص یک کار ثبت شده در هرکدام از کشورهای عضو توافق اعطا می‌کند تا زمانی که این بیانیه «که نشان دهنده حفظ حق مالکیت» است همراه با تأکید برای کار یا اثر بخصوصی در نظر گرفته شود. عبارت «تمام حقوق محفوظ است» در متن بیانیه گفته شده نیامده است اما نیاز مورد نظر را برآورده کرد. دیگر معاهدات کپی رایت نیازمند این تشریفات نیست برای مثال میثاق جهانی کپی‌رایت در سال ۱۹۵۲ به تصویب رسید؛ و نماد © یا نماد کپی رایت به عنوان شاخصی از حفاظت به تصویب رسید.
(این نماد در اصلاحیه ای در سال ۱۹۵۴ توسط ایالات متحده آمریکا برای قانون کپی رایت ۱۹۰۹ مطرح شد.)کنوانسیون برن به‌طور کامل تمام تشریفات مربوط به ماده ۴ در نسخه بازبینی شده سال ۱۹۰۸ را رد کرد.
بنابراین نویسندگان تلاش کردند تا از آثارشان در کشورهایی که به عنوان امضا کننده این موضوع (استفاده از اصطلاح «تمام حقوق محفوظ» دیگر لازم نیست) در کنوانسیون برن بودند، محافظت کنند؛ بنابراین از آنجایی که همه امضا کنندگان توافق بوینس آیرس به عنوان اعضای کنوانسیون برن و کنوانسیون جهانی کپی رایت نبودند. به ویژه ایالات متحده آمریکا که تا سال ۱۹۵۵ به عضویت کنوانسیون جهانی کپی رایت در نیامده بود، یک ناشر در یکی از کشورهای امضاکننده از توافق بوینس آیرس از سال ۱۹۱۰ تا ۱۹۵۲ برای محافظت بیشتر از اثر یا کار خلق شده تلاش می کردکه از هر دو عبارت تمام حقوق «محفوظ است» و نماد نماد کپی رایت در بیشتر کشورها استفاده کند.

## منسوخ شده
الزام اضافه شدن اطلاعیه «تمام حقوق محفوظ است» در ۲۳ اوت ۲۰۰۰ اساساً منسوخ شد. زمانی که نیکاراگوئه عضو نهایی کنوانسیون بوئنوس آیرس شد و همچنین به عنوان یکی از اعضا امضاء کننده کنوانسیون برن محسوب شد. از آن تاریخ، هر کشوری که عضو کنوانسیون بوینس آیرس بود. (که تنها لازم بود که معاهده کپی رایت به عنوان اطلاعیه استفاده شود) به عنوان عضوی از کنوانسیون برن نیز محسوب می‌گردید؛ که نیازمند حفاظت بدون هیچ گونه درج اطلاعیه رسمی مبنی بر حق کپی رایت بود. به عبارتی بدون اشاره به اطلاعیه کپی رایت در خصوص یک اثر خلق شده نیاز به حفاظت مشمول کشورهای عضو کنوانسیون می‌گردید.
این اصطلاح همچنان برای حفظ پول مردم و به عنوان یک قرارداد سودمند در سطح وسیع توسط هنرمندان، نویسندگان و ایجاد کنندگان محتوا برای جلوگیری از این ابهام استفاده می‌شود که به‌طور واضح هشدار دهد محتوای مربوط به یک اثر خلق شده را نمی‌توان به‌طور آزادانه کپی کرد.